# I’m Like a Bird
«I’m Like a Bird» (с англ. — «Я словно птица») — песня канадской певицы Нелли Фуртадо. Она была написана Фуртадо и спродюсирована Джеральдом Итоном и Брайаном Уэстом для её дебютного студийного альбома Whoa, Nelly! (2000). Выпущенная в качестве первого сингла альбома 25 сентября 2000 года лейблом DreamWorks Records, она стала мировым хитом в следующем году, заняв первое место в Португалии, второе место в Австралии и Новой Зеландии, пятое место в Великобритании и девятое место в США. В 2001 году песня стала восьмой по количеству прослушиваний на канадском радио.
В 2002 году песня «I’m Like a Bird» была номинирована на премию «Грэмми» в категории «Песня года» и получила премию «Грэмми» за лучшее женское поп-вокальное исполнение. Она также получила премию «Джуно» за лучший сингл 2001 года.

## Композиция
Песня «I’m Like a Bird» написана тактовом размере в тональности Си-бемоль мажор. Темп песни составляет 90 ударов в минуту, а голос Фуртадо охватывает около двух октав, от F3 до F5. Она написана в форме куплет-припев, с бриджем перед третьим припевом.

## Реакция Фуртадо
В 2006 году Фуртадо сказала о песне: «Я слышала, как ее поют в караоке или кавер-группы, и это было потрясающе — я подумала: вау, у меня есть одна из таких песен. Кто-то однажды назвал ее „песней о расческе“, которую девушки и парни поют перед зеркалом с расческой. Я просто думаю, что мне повезло, что она у меня есть — она оплачивает счета!».

## Видеоклип
Клип на песню «I’m Like a Bird» был снят режиссёром Фрэнсисом Лоуренсом с использованием компьютерной графики CGI. Клип начинается в небе, где камера медленно опускается на Фуртадо, лежащую в траве. Затем показано, как она поёт, сидя на стволе дерева в воздухе. В припеве она встаёт и начинает петь в камеру, а вокруг неё летают птицы. Во втором куплете она сидит в воздухе в лесу и поёт на камеру. Припев состоит из кадров, где Фуртадо поёт в воздухе, опираясь на ствол дерева. Во время бриджа она поёт жуку, при этом её глаза меняют цвет, что, соответственно, меняет цвет жука. В конце клипа она падает с ветки в толпу, исполняя последний припев песни. На последнем кадре видно, что толпа насчитывает десятки тысяч человек. К 2024 году клип посмотрели более 155 млн раз.
Для европейского канала VH1 была выпущена отредактированная версия клипа, в которой некоторые сцены были изменены.

## Список композиций
| №  | Название                           | Длительность |
| -- | ---------------------------------- | ------------ |
| 1. | «I'm Like a Bird» (LP version)     | 4:03         |
| 2. | «Party (Reprise)» (non-LP version) | 4:55         |

| №  | Название                                | Длительность |
| -- | --------------------------------------- | ------------ |
| 1. | «I'm Like a Bird» (LP version)          | 4:02         |
| 2. | «Party (Reprise)» (non-LP version)      | 4:53         |
| 3. | «My Love Grows Deeper» (non-LP version) | 4:54         |
| 4. | «I'm Like a Bird» (video)               |              |

| №  | Название                                | Длительность |
| -- | --------------------------------------- | ------------ |
| 1. | «I'm Like a Bird» (LP version)          |              |
| 2. | «Party (Reprise)» (non-LP version)      |              |
| 3. | «I Feel You» (при участии Esthero)      |              |
| 4. | «My Love Grows Deeper» (non-LP version) |              |

## Чарты

### Еженедельные чарты
| Чарт (2000—2001)                   | Высшая позиция |
| ---------------------------------- | -------------- |
| Австралия (ARIA)                   | 2              |
| Австрия (Ö3 Austria Top 40)        | 41             |
| Бельгия/Фландрия (Ultratop 50)     | 16             |
| Бельгия/Валлония (Ultratop 50)     | 19             |
| Канада (RPM Top Singles)           | 19             |
| Канада (RPM Adult Contemporary)    | 65             |
| Франция (SNEP)                     | 33             |
| Германия (GfK)                     | 41             |
| Ирландия (IRMA)                    | 4              |
| Италия (FIMI)                      | 16             |
| Нидерланды (Dutch Top 40)          | 4              |
| Нидерланды (Single Top 100)        | 8              |
| Новая Зеландия (Recorded Music NZ) | 2              |
| Норвегия (VG-lista)                | 17             |
| Португалия (AFP)                   | 1              |
| Шотландия (OCC Scotland)           | 3              |
| Швеция (Sverigetopplistan)         | 16             |
| Швейцария (Schweizer Hitparade)    | 17             |
| Великобритания (OCC UK Singles)    | 5              |
| США (Billboard Hot 100)            | 9              |
| США (Billboard Adult Contemporary) | 26             |
| США (Billboard Adult Pop Airplay)  | 5              |
| США (Billboard Pop Airplay)        | 6              |

## Сертификации
| Регион | Сертификация  | Продажи   |
| --- | ------------- | --------- |
| Австралия (ARIA) | 2× Платиновый | 140 000^  |
| Канада (Music Canada) | Платиновый    | 80 000    |
| Дания (IFPI Danmark) | Золотой       | 45 000    |
| Великобритания (BPI) | Платиновый    | 600 000   |
| США (RIAA) | Платиновый    | 1 000 000 |
| ^ Данные о тиражах приведены только на основе сертификации. · Данные о продажах + прослушиваниях приведены только на основе сертификации. |               |           |

### Комментарии
1. ↑  "I'm Like a Bird" reached number 19 when RPM ceased publication in November 2000.
2. ↑  "I'm Like a Bird" reached number 65 when RPM ceased publication in November 2000.